# Port lotniczy Porga
Port lotniczy Porga – port lotniczy zlokalizowany w benińskim mieście Porga.